# Rjavina
Il monte Rjavina (in sloveno Rjavina) è una montagna delle Alpi Giulie in Slovenia. La sua vetta si trova a 2.532 m sul livello del mare. 

## Descrizione
È situata tra due valli alpine quella di Kot e di Krma, dalla sua cima è possibile osservare alcune tra le vette più alte della Slovenia come il monte Tricorno ed il Škrlatica. A sud-est si trova uno dei rifugi più alti della slovenia il Valentin Stanič, a 2.332 m.